# Gertrud Freedmann
Gertrud Freedmann, auch Gertraud Walter-Freedmann, (* 22. August 1933, nach anderen Quellen 1936, in Beratzhausen, Oberpfalz; † 14. Januar 2021 in Brannenburg, Oberbayern) war eine deutsche Opern-, Operetten- und Konzertsängerin mit der Stimmlage Sopran.

## Leben
Freedmann wurde als Tochter von Paul Hierl und Anna-Maria Hierl geboren. Sie absolvierte 1955–1958 ihre Gesangsausbildung in München und am Konservatorium Augsburg. Ihr erstes Engagement hatte sie in der Spielzeit 1957/58 am Stadttheater Passau. Es folgte ein zweijähriges Festengagement am Stadttheater Mainz (1958–1960). 1960 wurde sie als „erste Soubrette“ an die Bayerische Staatsoper verpflichtet, deren Mitglied sie bis zur Beendigung ihrer Karriere 1980 blieb. Dort sang sie eine Fülle von Partien aus dem Fachbereich der Opernsoubrette. Teilweise übernahm sie auch das Rollenfach des lyrischen Koloratursoprans. Seit Mitte der 1970er Jahre trat sie auch in Comprimario-Rollen auf.
Zu ihren Bühnenrollen gehörten insbesondere die drei großen Mozart-Soubretten: Blonde in Die Entführung aus dem Serail, Despina in Così fan tutte und Papagena in Die Zauberflöte. Weiters sang sie das Ännchen in Der Freischütz, Marie in Zar und Zimmermann und Gretel in Hänsel und Gretel. Ihr Repertoire umfasste auch Partien in Opern von Richard Strauss, u. a. Sophie in Der Rosenkavalier und Zdenka in Arabella. Im italienischen Fach gehörten der Page Oscar in Un ballo in maschera, Nannetta in Falstaff und die Musetta in La Bohème zu ihren Rollen. Außerdem übernahm sie klassische Operettenrollen, wie die Adele in der Strauss-Operette Die Fledermaus. 
1967 sang sie an der Bayerischen Staatsoper die Partie der Carolina in der Oper Die heimliche Ehe. 
Sie trat als Gast an Opernhäusern im deutschen Sprachraum auf. In der Spielzeit 1960/61 hatte einen Gastvertrag mit der Komischen Oper Berlin, wo sie die Rosina in Giovanni Paisiellos Oper Il Barbiere di Siviglia sang. 
Im September 1965 gastierte sie mit dem Ensemble der Bayerischen Staatsoper an der Opera Scotland in Edinburgh, als Despina in Così fan tutte (Dirigent: Hans Gierster) und als Kammerjungfer Anna in Intermezzo. 1966 gastierte sie am Teatro Nacional de São Carlos in Lissabon als Blondchen, ebenfalls 1966 am Gran Teatre del Liceu in Barcelona als Sophie im Rosenkavalier. Im Februar 1969 sang sie, kurzfristig als Einspringerin, die Wellgunde in Wagners Götterdämmerung an der Wiener Staatsoper. Sie trat in Hamburg, Stuttgart, Köln, Amsterdam, Helsinki, Kopenhagen und Zürich auf. Außerdem nahm sie im September 1974 an einer Japan-Tournee der Bayerischen Staatsoper teil. Sie sang dabei u. a. die Barbarina in Le Nozze di Figaro (Tokyo, Bunka-Kaikan Hall). 
Sie arbeitete u. a. mit folgenden Dirigenten zusammen: Hans Knappertsbusch, Joseph Keilberth, Carlos Kleiber, Karl Böhm und Wolfgang Sawallisch.
Freedmann war mit Wilhelm Walter verheiratet. Aus der Ehe ging eine Tochter hervor (* 1972). Freedmann lebte nach Aufgabe ihrer Bühnenkarriere in Wielenbach im Landkreis Weilheim-Schongau, später in Brannenburg im Landkreis Rosenheim. Im September 2014 nahm sie am Wiedersehenstreffen ehemaliger Mitglieder der Bayerischen Staatsoper teil.
Gertrud Freedmann starb am 14. Januar 2021. Beigesetzt wurde sie auf dem Waldfriedhof Niederaudorf.

## Auszeichnung
- Auf Grund ihrer künstlerischen Verdienste wurde sie 1970 zur Bayerischen Kammersängerin ernannt.

## Tonträger
- Fiorella in Die Banditen (Les Brigands, Oper, Label: CANTUS-LINE, 1961)
- Esmeralda in Die verkaufte Braut[7] von Smetana (EMI, 1962)
- Papagena in Die Zauberflöte[8] (GM, 1964, Live-Aufnahme, Bayerische Staatsoper)
- Ännchen in Der Freischütz[9] (Schneider, 1964, Live-Aufnahme, Bayerische Staatsoper)